# Villa Fierro
Villa Fierro är en ort i Mexiko.   Den ligger i kommunen Ciudad Valles och delstaten San Luis Potosí, i den centrala delen av landet, 270 km norr om huvudstaden Mexico City. Villa Fierro ligger 64 meter över havet och antalet invånare är 211.
Terrängen runt Villa Fierro är huvudsakligen platt, men åt nordost är den kuperad. Runt Villa Fierro är det ganska tätbefolkat, med 72 invånare per kvadratkilometer. Närmaste större samhälle är Ciudad Valles, 12,7 km nordväst om Villa Fierro. Omgivningarna runt Villa Fierro är en mosaik av jordbruksmark och naturlig växtlighet.